# Ptilocichla leucogrammica
Ptilocichla leucogrammica là một loài chim trong họ Pellorneidae.